# 2018 VP1
2018 VP1 (cũng được viết 2018 VP1) là một tiểu hành tinh Apollo gần vật thể gần Trái Đất có đường kính khoảng. Nó có 0,4% cơ hội (1 trên 240) tác động đến Trái Đất vào ngày 2 tháng 11 năm 2020.  Nó được phát hiện vào ngày 3 tháng 11 năm 2018 khi tiểu hành tinh này vào khoảng   từ Trái Đất và có độ giãn dài Mặt Trời 165 độ. Tiểu hành tinh có vòng cung quan sát 12,9 ngày là ngày  ngắn và không được phát hiện kể từ tháng 11 năm 2018. Phương pháp tiếp cận Trái Đất danh nghĩa của JPL Horizons ngày 2 tháng 11 năm 2020 được ước tính là khoảng 0,0028 AU (420.000 km; 260.000 mi). Dòng biến thể (LOV) cho phép tiểu hành tinh tác động đến Trái Đất hoặc đi xa tới 0,025 AU (3.700.000 km; 2.300.000 mi).

## Khả năng tác động đến Trái Đất
2018 VP1 có độ nghiêng quỹ đạo là 3.2° so với Hoàng đạo và một khoảng cách quỹ đạo tối thiểu tới Trái Đất chỉ khoảng 9700 km. Kể từ khi tiểu hành tinh tiếp cận Trái Đất lần cuối vào tháng 11 năm 2018 và có chu kỳ quỹ đạo 2 năm, tiểu hành tinh và Trái Đất sẽ tiếp cận trở lại vào tháng 11 năm 2020. Nơi đáp xuống Trái Đất sẽ được biết đến vào một ngày nhất định, nhưng được cung cấp vòng quan sát ngắn và không được quan sát kể từ năm 2018, nơi chính xác là tiểu hành tinh sẽ không ở trên quỹ đạo của nó. Bảng rủi ro Sentry cho thấy ước tính khả năng 1/240 thiên thạch va chạm vào Trái Đất vào ngày 2 tháng 11 năm 2020. JPL Horizons định danh vào ngày 2 tháng 11 năm 2020, khoảng cách Trái Đất là 0,0028 AU (420.000 km; 260.000 mi) với 3-sigma chênh lệch ±4 million km. NEODyS  liệt kê cách tiếp cận danh nghĩa ngày 31 tháng 10 năm 2020 của Trái Đất là 0,007 AU (1.000.000 km; 650.000 mi).

### Đường tác động
Dòng biến thể (LOV) đi qua Thái Bình Dương.
Tiểu hành tinh sẽ gặp phải sự xung đối (đối diện với Mặt trời trên bầu trời) vào cuối tháng 5 năm 2020 với cường độ rõ ràng ước tính là ~ 31, và vì một vật thể chuyển động sẽ quá mờ để bất kỳ kính viễn vọng nào phát hiện được. Việc tiếp cận Trái Đất tháng 11 năm 2020 sẽ bị che giấu bởi ánh sáng chói của Mặt trời.
Vì tiểu hành tinh chỉ có đường kính khoảng 2 mét (6,6 feet) nên nó quá nhỏ để làm nhiều hơn là tạo ra một trường vụn rải rác.